# Igor Tschudinow
Igor Witaljewitsch Tschudinow (russisch Игорь Витальевич Чудинов, * 21. August 1961 in Frunse, heute Bischkek) ist ein kirgisischer Politiker. Er war von 2007 bis 2009 Ministerpräsident seines Landes.

## Leben und Karriere
Igor Tschudinow gehört zur russischen Minderheit in Kirgisistan. 1983 schloss er sein Studium der Mathematik an der Kirgisischen Staatlichen Universität ab. Seine berufliche Karriere begann er im selben Jahr als Programmierer in der Computerfabrik "50 Jahre UdSSR" in der kirgisischen Hauptstadt Frunse (heute Bischkek). Er trat in die Betriebsorganisation des kirgisischen Komsomol ein und stieg bis zum Zerfall der Sowjetunion zum zweiten Sekretär des kirgisischen Komsomol sowie zum Mitglied des Zentralkomitees des sowjetischen Komsomol in Moskau auf.
Nach der politischen Wende studierte er kurze Zeit Wirtschaftswissenschaften in Moskau und war von 1994 an in der freien Wirtschaft tätig. Im April 2005 wurde er Generaldirektor der Offenen Aktiengesellschaft Kyrgysgas.
Im Februar 2007 wechselte er als Minister für Industrie, Energie und Rohstoffe in die kirgisische Regierung. Am 24. Dezember 2007 wurde er zum Ministerpräsidenten seines Landes gewählt. Am 20. Oktober 2009 trat Tschudinow mitsamt seiner Regierung zurück. Als Grund wurde der Konflikt um eine von Staatspräsident Kurmanbek Bakijew angestrebte Regierungs- und Verwaltungsreform genannt.
Im August 2010 wurde Tschudinow festgenommen. Nach dem politischen Umsturz im April 2010 ging die neue Regierung unter Rosa Otunbajewa gegen Vertreter des Bakijew-Regimes vor. Tschudinow wird, wie auch anderen Vertretern des Regimes, vorgeworfen, für den Tod von regierungskritischen Demonstranten im April 2010 verantwortlich zu sein. Außerdem wird er beschuldigt, Staatsgelder veruntreut zu haben sowie an einem Umsturzversuch gegen die neue Regierung Anfang August 2010 beteiligt gewesen zu sein.